# Urticina coriacea
Urticina coriacea is een zeeanemonensoort uit de familie Actiniidae.
Urticina coriacea is voor het eerst wetenschappelijk beschreven door Cuvier in 1798.